# Timothy Villagomez
 (juin 2019).
Si vous disposez d'ouvrages ou d'articles de référence ou si vous connaissez des sites web de qualité traitant du thème abordé ici, merci de compléter l'article en donnant les références utiles à sa vérifiabilité et en les liant à la section « Notes et références ».
Timothy Villagomez, né le 10 juin 1962 à Saipan, est le septième lieutenant-gouverneur des Îles Mariannes du Nord entre le 9 janvier 2006 et le 24 avril 2009.

## Biographie
Villagomez est un parent de l'ancien gouverneur des Îles Mariannes, Pedro Tenorio, et de son épouse, la première dame Sophia. 
En août 2008, Villagomez a été inculpé de crime pour utilisation abusive de fonds publics. Le 24 avril 2009, il a été reconnu coupable avec l'ancien secrétaire au Commerce James A. Santos et son épouse Joaquina V. Santos (la sœur de Villagomez) pour avoir fraudé le Commonwealth Utilities Corp. en achetant inutilement un produit chimique appelé Rydlyme. En attente de la sentence le 28 juillet 2009, Villagomez a remis sa démission le 26 avril 2009.
La condamnation de Villagomez a été différée jusqu'au 5 août 2009, date à laquelle il a été condamné à 87 mois de prison dans une prison fédérale . Il a été envoyé dans un établissement pénitentiaire fédéral à Phoenix, en Arizona. Son beau-frère, Santos, et son épouse ont été condamnés à 78 mois. L'affaire a été portée en appel devant la cour d'appel américaine du neuvième circuit. Villagomez a ensuite été transféré au pénitencier américain de Tucson , en Arizona, avec une date de sortie du 23 juin 2017.
En décembre 2012, le neuvième circuit a annulé la sentence de Villagomez, citant une erreur de calcul. Le 12 juin 2013, Villagomez a été condamné à 108 mois, soit une augmentation de 21 mois par rapport à l'original. 
Villagomez a commencé son mandat de libération surveillée le 24 juin 2017 dans le district de l'Idaho. À la demande de Villagomez, sa supervision a été transférée au bureau de probation américain pour le NMI et doit expirer le 23 juin 2020.